# Menesesiella occulta
Menesesiella occulta är en insektsart som först beskrevs av Rehn, J.A.G. 1951.  Menesesiella occulta ingår i släktet Menesesiella och familjen Pyrgomorphidae. Inga underarter finns listade i Catalogue of Life.